# 米倉恒貴
米倉 恒貴（よねくら こうき、1988年5月17日 - ）は、千葉県千葉市稲毛区出身のプロサッカー選手。Jリーグ・ジェフユナイテッド千葉所属。ポジションはディフェンダー（右サイドバック）、ミッドフィールダー（サイドハーフ、オフェンシブハーフ）。元日本代表。

## 経歴

### プロ入り前
地元千葉市でサッカーを始め、FC千葉なのはなジュニアユース時代に高円宮杯全日本ユースサッカー選手権でベスト4に進出。中学卒業後、地元の強豪校である八千代高校に進学。3年生時には主将兼司令塔としてチームを牽引し、ベスト4に進出した第85回全国高等学校サッカー選手権大会では大会優秀選手に選出された。ジュニアユースと高校時代のチームメイトには山﨑亮平がいる。

### ジェフユナイテッド千葉
高校卒業後の2007年、地元のジェフユナイテッド千葉に入団。1年目はシーズン途中からセカンドチームのジェフリザーブスでプレーした。入団当初は主にボランチで起用されたが、怪我が多かったこともあり中々レギュラーに定着できなかった。
4年目の2010年にリーグ初得点を決めると、翌2011年は主にオーロイの相方を務め初めて主力に定着した。2012年は開幕前のちばぎんカップで左足腓骨骨折の重傷を負ったことでシーズン序盤を棒に振り、復帰後も先発メンバーから外れることが多かった。
2013年はシーズン序盤に主力選手に故障が相次いだことで右サイドバックに転向すると、正確なクロスを武器にこの年J2得点王を獲得したケンペスとのホットラインを形成。自身もチーム3位タイの6得点を記録するなど攻撃型サイドバックとしてジェフ攻撃陣を牽引する活躍を見せた。

### ガンバ大阪
2014年、複数のJ1クラブからオファーをもらいガンバ大阪へ完全移籍。開幕当初は控えで、3月末に右膝の靭帯損傷により約2カ月もの間戦線離脱を余儀なくされる。後半戦は退団した加地亮に代わり右サイドバックを担い、レギュラーに定着する。サイドバック転向後では初のJ1での1年になったが、シーズン終盤になるにつれ安定感を増していき、ガンバのリーグ優勝さらに国内三冠達成に貢献した。
2015年7月23日、東アジアカップ2015に出場する日本代表メンバーに初選出された。8月9日の対中国戦で国際Aマッチデビューを飾った。クラブではほとんど起用されたことがない左サイドバックでの先発だったが、武藤雄樹のゴールをアシストする活躍を見せた。9月16日のACL準々決勝のセカンドレグの後半のアディショナルタイム、このままではアウェーゴール数の差で敗退となっていた場面で勝ち越しゴールを決め、チームにとって7年ぶりとなるベスト4進出に貢献した。CS準決勝浦和戦では後半から右サイドハーフで出場し、延長後半に右サイドからのクロスで藤春廣輝の決勝ゴールをアシストする活躍を見せた。

### ジェフユナイテッド千葉復帰
2019年7月29日、古巣であるジェフユナイテッド千葉へ期限付き移籍で復帰する事が発表された。2020年からは完全移籍。

## 人物
- 2013年1月、一般女性との入籍を発表[6]。2016年9月に第二子となる長女が誕生[7]。

## 所属クラブ
- 1995年 - 2000年 西小中台FC（千葉市立西小中台小学校）
- 2001年 - 2003年 FC千葉なのはな（千葉市立朝日ヶ丘中学校）
- 2004年 - 2006年 千葉県立八千代高等学校
- 2007年 - 2013年  ジェフユナイテッド市原・千葉
  - 2007年  ジェフユナイテッド市原・千葉リザーブズ
- 2014年 - 2019年  ガンバ大阪
  - 2019年7月-12月  ジェフユナイテッド市原・千葉 (期限付き移籍)
- 2020年 -  ジェフユナイテッド市原・千葉

## 個人成績
| 国内大会個人成績 | 国内大会個人成績 | 国内大会個人成績 | 国内大会個人成績 | 国内大会個人成績 | 国内大会個人成績 | 国内大会個人成績 | 国内大会個人成績 | 国内大会個人成績 | 国内大会個人成績 | 国内大会個人成績 | 国内大会個人成績 |
| 年度             | クラブ           | 背番号           | リーグ           | リーグ戦         | リーグ戦         | リーグ杯         | リーグ杯         | オープン杯       | オープン杯       | 期間通算         | 期間通算         |
| 年度             | クラブ           | 背番号           | リーグ           | 出場             | 得点             | 出場             | 得点             | 出場             | 得点             | 出場             | 得点             |
| 日本             | 日本             | 日本             | 日本             | リーグ戦         | リーグ戦         | リーグ杯         | リーグ杯         | 天皇杯           | 天皇杯           | 期間通算         | 期間通算         |
| ---------------- | ---------------- | ---------------- | ---------------- | ---------------- | ---------------- | ---------------- | ---------------- | ---------------- | ---------------- | ---------------- | ---------------- |
| 2007             | 千葉             | 31               | J1               | 3                | 0                | 0                | 0                | 0                | 0                | 3                | 0                |
| 2007             | 千葉R            | 31               | JFL              | 3                | 0                | -                | -                | 0                | 0                | 3                | 0                |
| 2008             | 千葉             | 22               | J1               | 8                | 0                | 3                | 1                | 0                | 0                | 11               | 1                |
| 2009             | 千葉             | 22               | J1               | 16               | 0                | 4                | 0                | 3                | 2                | 23               | 2                |
| 2010             | 千葉             | 22               | J2               | 12               | 5                | -                | -                | 1                | 0                | 13               | 5                |
| 2011             | 千葉             | 11               | J2               | 35               | 7                | -                | -                | 3                | 1                | 38               | 8                |
| 2012             | 千葉             | 11               | J2               | 22               | 2                | -                | -                | 4                | 0                | 26               | 2                |
| 2013             | 千葉             | 11               | J2               | 40               | 6                | -                | -                | 2                | 1                | 42               | 7                |
| 2014             | G大阪            | 14               | J1               | 21               | 1                | 9                | 2                | 4                | 0                | 34               | 3                |
| 2015             | G大阪            | 14               | J1               | 31               | 2                | 1                | 0                | 4                | 0                | 36               | 2                |
| 2016             | G大阪            | 14               | J1               | 21               | 1                | 5                | 0                | 0                | 0                | 26               | 1                |
| 2017             | G大阪            | 14               | J1               | 13               | 0                | 4                | 0                | 1                | 0                | 18               | 0                |
| 2018             | G大阪            | 14               | J1               | 26               | 1                | 6                | 0                | 0                | 0                | 32               | 1                |
| 2019             | G大阪            | 14               | J1               | 8                | 0                | 6                | 0                | 0                | 0                | 14               | 0                |
| 2019             | 千葉             | 50               | J2               | 16               | 1                | -                | -                | -                | -                | 16               | 1                |
| 2020             | 千葉             | 50               | J2               | 22               | 2                | -                | -                | -                | -                | 22               | 2                |
| 2021             | 千葉             | 11               | J2               | 15               | 0                | -                | -                | 0                | 0                | 15               | 0                |
| 2022             | 千葉             | 11               | J2               | 28               | 0                | -                | -                | 0                | 0                | 28               | 0                |
| 2023             | 千葉             | 11               | J2               | 24               | 5                | -                | -                | 0                | 0                | 24               | 5                |
| 2024             | 千葉             | 11               | J2               | 8                | 0                | 0                | 0                | 0                | 0                | 8                | 0                |
| 2025             | 千葉             | 11               | J2               |                  |                  |                  |                  |                  |                  |                  |                  |
| 通算             | 日本             | 日本             | J1               | 147              | 5                | 38               | 3                | 12               | 2                | 197              | 10               |
| 通算             | 日本             | 日本             | J2               | 222              | 28               | 0                | 0                | 10               | 2                | 232              | 28               |
| 通算             | 日本             | 日本             | JFL              | 3                | 0                | -                | -                | 0                | 0                | 3                | 0                |
| 総通算           | 総通算           | 総通算           | 総通算           | 372              | 33               | 38               | 3                | 22               | 4                | 432              | 40               |

その他の公式戦
| 2018   | G大23  | 14     | J3     | 1 | 0 | 1 | 0 |
| 通算   | 日本   | 日本   | J3     | 1 | 0 | 1 | 0 |
| 総通算 | 総通算 | 総通算 | 総通算 | 1 | 0 | 1 | 0 |

- 2012年 
  - J1昇格プレーオフ 2試合1得点
- 2013年 
  - J1昇格プレーオフ 1試合0得点
- 2015年 
  - Jリーグチャンピオンシップ 3試合0得点
- 2023年
  - J1昇格プレーオフ 1試合0得点

| 国際大会個人成績 | 国際大会個人成績 | 国際大会個人成績 | 国際大会個人成績 | 国際大会個人成績 |
| 年度             | クラブ           | 背番号           | 出場             | 得点             |
| AFC              | AFC              | AFC              | ACL              | ACL              |
| ---------------- | ---------------- | ---------------- | ---------------- | ---------------- |
| 2015             | G大阪            | 14               | 10               | 2                |
| 2016             | G大阪            | 14               | 5                | 0                |
| 2017             | G大阪            | 14               | 1                | 0                |
| 通算             | AFC              | AFC              | 16               | 2                |

- Jリーグ初出場 - 2007年6月30日 J1リーグ第18節 vs横浜FC（日産スタジアム）
- 公式戦初得点 - 2008年3月20日 ナビスコカップ予選リーグ第1節 vs川崎フロンターレ（等々力陸上競技場）
- Jリーグ初得点 - 2010年3月14日 J2リーグ第2節 vsサガン鳥栖（フクダ電子アリーナ）

## タイトル

### クラブ
ガンバ大阪
- Jリーグ ディビジョン1：1回（2014年）
- ナビスコカップ：1回（2014年）
- 天皇杯：2回（2014年、2015年）
- ゼロックススーパーカップ：1回（2015年）

### 個人
- Jリーグ優秀選手賞：2回（2014年、2015年）

## 代表歴
- 国際Aマッチ初出場 - 2015年8月9日 EAFF東アジアカップ2015 vs中国代表（武漢体育中心）

### 出場大会
- U-20日本代表候補（2007年）
- 日本代表
  - 2015年 - 東アジアカップ2015
  - 2015年 - 2018 FIFAワールドカップ・アジア2次予選

### 試合数
- 国際Aマッチ 2試合（2015年）

| 日本代表 | 国際Aマッチ | 国際Aマッチ |
| 年       | 出場        | 得点        |
| -------- | ----------- | ----------- |
| 2015     | 2           | 0           |
| 通算     | 2           | 0           |

### 出場
| No. | 開催日         | 開催都市 | スタジアム           | 対戦国 | 結果 | 監督           | 大会                   |
| --- | -------------- | -------- | -------------------- | ------ | ---- | -------------- | ---------------------- |
| 1.  | 2015年8月9日   | 武漢     | 武漢体育中心         | 中国   | △1-1 | ハリルホジッチ | EAFF東アジアカップ2015 |
| 2.  | 2015年10月13日 | テヘラン | アザディ・スタジアム | イラン | △1-1 | ハリルホジッチ | 国際親善試合           |